# Gullsmyra
Gullsmyra är en by i Nora socken, Uppland Heby kommun.
Gullsmyra omtalas första gången 1628 ("Gulswedzmyra"), och upptas då i jordeboken som ett nybygge. Namnet betyder sannolikt "svedjan på myren med gul växtlighet." I lokala sägner förklaras i stället namnet med att en guldsmed grävt ned en skattkista här, Om tre personer tigande grävde efter den tre torsdagsnätter i rad skulle de få upp den. Som i en vanligt spridd sägen skall tre personer försökt och tredje torsdagen mött ett foderlass draget av en höna och då inte kunnat låta bli att kommentera det och skatten hade då sjunkit ned i jorden. Gården räknades ursprungligen som skattetorp om 1/16 mantal, senare ökat till 3/8 mantal. Den avskiljdes från Åby 1785 men Åby, Mossbo och Gullsmyra fortsatte att äga skogen och utägor gemensamt fram till laga skifte 1851.
Bland bebyggelser på ägorna märks Back-Alberts eller Lundberg, ett nu försvunnet torp som anlades på 1870-talet.